# Lovehatetragedy
Lovehatetragedy ist das zweite Studioalbum der US-amerikanischen Rockband Papa Roach und wurde im Mai 2002 veröffentlicht.

## Entstehung und Veröffentlichung
Die Erstveröffentlichung von Lovehatetragedy erfolgte am 31. Mai 2002 bei DreamWorks Records. Das Album erschien in seiner Originalausführung als CD mit elf Titeln (Katalognummer: 450 382-2). In den Vereinigten Staaten enthielt das Album mit Gouge Away(Pixies-Cover) und Never Said It zwei Bonustitel (Katalognummer: 0044-50367-2), in Japan wurde das Album um den dritten Bonustitel Naked in Front of the Computer erweitert (Katalognummer: UICW-1024). Am 8. September 2017 erschien das Album erstmals als LP bei Geffen Records (Katalognummer: 00602557646115).
Geschrieben wurden die Lieder gemeinsam von den beiden Papa-Roach-Mitgliedern Tobin Esperance und Jacoby Shaddix. Für die Produktion zeichnete Brendan O’Brien verantwortlich.

## Stil und Inhalt
Stilistisch entwickelte sich die Band vom Nu-Metal-lastigen Vorgänger in Richtung Alternative Rock. So finden sich weniger gerappte Passagen und mehr konventioneller Rockgesang. Des Weiteren legte der Sänger der Band Jacoby Shaddix mit Veröffentlichung des Albums seinen Künstlernamen Coby Dick ab, was der Band ein erwachseneres Image verlieh. Statt sozialkritischen Texten wie noch auf Infest, stehen, wie mit dem Albumtitel angedeutet, mehr persönliche Beziehungsgeschichten im Fokus.

## Titelliste
1. M-80 (Explosive Energy Movement) – 2:26
2. Life Is a Bullet – 4:05
3. Time and Time Again – 2:58
4. Walking Thru Barbed Wire (mit Chino Moreno) – 3:04
5. Decompression Period – 3:59
6. Born with Nothing, Die with Everything – 3:49
7. She Loves Me Not – 3:29
8. Singular Indestructible Droid – 3:48
9. Black Clouds – 4:01
10. Code of Energy – 4:04
11. Lovehatetragedy – 3:11

Bonustitel:
- Gouge Away (Japan + USA)
- Never Said It (Japan + USA)
- Naked in Front of the Computer (Japan)

## Rezeption
Laut Conny Schiffbauer vom Rock Hard ist Lovehatetragedy „organischer, kantiger und weniger eingängig als der umjubelte Vorgänger.“ Die Teile zum Mithüpfen seien „einem straighteren Gitarrenspiel gewichen“. Die Rezensentin vergab 7,5 von zehn Punkten.

## Kommerzieller Erfolg

### Chartplatzierungen
Das Album avancierte zum Top-10-Erfolg in den Vereinigten Staaten (Rang 2), der Schweiz (Rang 3), dem Vereinigten Königreich (Rang 4), Belgien (Rang 5), Deutschland (Rang 6) oder auch Österreich (Rang 8).
| ChartsChartplatzierungen       | Höchstplatzierung | Wochen |
| ------------------------------ | ----------------- | ------ |
| Deutschland (GfK)              | 6 (13 Wo.)        | 13     |
| Österreich (Ö3)                | 8 (14 Wo.)        | 14     |
| Schweiz (IFPI)                 | 3 (14 Wo.)        | 14     |
| Vereinigte Staaten (Billboard) | 2 (15 Wo.)        | 15     |
| Vereinigtes Königreich (OCC)   | 4 (9 Wo.)         | 9      |

| ChartsJahrescharts (2002)      | Platzierung |
| ------------------------------ | ----------- |
| Deutschland (GfK)              | 95          |
| Schweiz (IFPI)                 | 53          |
| Vereinigte Staaten (Billboard) | 153         |

### Auszeichnungen für Musikverkäufe
| Land/Region                  | Auszeichnungen für Musikverkäufe (Land/Region, Auszeichnung, Verkäufe) | Verkäufe |
| ---------------------------- | ---------------------------------------------------------------------- | -------- |
| Schweiz (IFPI)               | Gold                                                                   | 20.000   |
| Vereinigte Staaten (RIAA)    | Gold                                                                   | 500.000  |
| Vereinigtes Königreich (BPI) | Gold                                                                   | 100.000  |
| Insgesamt                    | 3× Gold ·                                                              | 620.000  |